# اریش گراف فون برنستورف
اریش گراف فون برنستورف (آلمانی: Erich Graf von Bernstorff; ۲۶ ژوئن ۱۸۸۳ – ۶ اکتبر ۱۹۶۸) تیرانداز اهل آلمان بود.
وی در مسابقات کشوری و بین‌المللی در مجموع برندهٔ ۱ مدال برنز شده‌است.